# Alberto Masotti
Alberto Masotti (Bologna, 13 marzo 1936) è un imprenditore italiano.
Figlio della fondatrice del marchio lingerie La Perla. 
Nominato Cavaliere del Lavoro dal Presidente della Repubblica Italiana nel 1995.
Dal 1981 al 2007 è stato presidente de La Perla.
Masotti risiede tuttora a Bologna, dove sua madre nel 1954, Ada Masotti, aveva aperto un laboratorio di confezione che venne chiamato prima L'Ape e poi La Perla.
È stato Presidente dei Probiviri nell'Associazione Imprese Italiane Altagamma, che riunisce aziende italiane di reputazione internazionale, che operano nella fascia più alta del mercato e si ritiene esprimano la cultura e lo stile italiani nella gestione d'impresa e nel prodotto, distinguendosi per innovazione, qualità, servizio, design e prestigio.
È stato Vice Presidente della Camera Nazionale della Moda Italiana, che disciplina, coordina e promuove lo sviluppo della moda italiana.

## Biografia
Dopo essersi laureato nel 1960 in Medicina e Chirurgia presso l'Università di Bologna con i massimi voti, Alberto Masotti decide di abbandonare le corsie dell'Ospedale Sant'Orsola di Bologna per cambiare strada e dedicarsi all'azienda familiare, fondata dalla madre Ada Masotti, che nel frattempo, dal 1954, si è trasformata in un vero e proprio atelier di confezione.
L'ingresso di Alberto Masotti nell'azienda di famiglia è stato l'inizio per la fusione degli aspetti creativi con una visione diversa sul piano imprenditoriale. 
La parte creativa è stata affidata quasi subito alla moglie Olga Cantelli Masotti, grazie alla quale il marchio la Perla si è potuto velocemente distinguere per innovazione e creatività nel settore dell'intimo e del mare,
Il Gruppo La Perla diviene presto un marchio conosciuto in tutto il mondo nel campo della lingerie e dei costumi da bagno, grazie alle sue creazioni innovative e di altissima qualità.
Faranno parte del Gruppo tanti altri marchi, sempre del settore, come GrigioPerla, Malizia, AnnaClub, Oceano Aquasuit, Joelle, Francine e altri ancora.
Dal 1995 è affiancato dalla figlia Anna Masotti, che negli anni a venire diventerà la responsabile della Comunicazione di La Perla.
Nell'autunno/inverno 1999-2000 Alberto Masotti decide di realizzare una collezione di prêt-à-porter. Supervisor della collezione saranno la figlia Anna assieme alla moglie Olga, che dagli anni settanta, ha sempre disegnato e supervisionato le collezioni di costumi da bagno e di intimo La Perla.
Nel 1995 Masotti è stato nominato Cavaliere del Lavoro dal Presidente della Repubblica Italiana. È stato inoltre membro del Consiglio Direttivo di Unindustria Bologna.
Nella terza edizione di Europe's Elite 1000, guida annuale che include il meglio del life style europeo, Masotti è stato incluso tra i 60 creatori dello European style, insieme a Tom Ford, Valentino e altri.
Nel 2004, in occasione del cinquantenario di La Perla, è stata presentata una grande mostra sulla pittrice Elisabetta Sirani, le cui opere si trovano nei più importanti musei del mondo. Questa mostra ha avuto anche una grande importanza in quanto il pittore restaurato ed esposto alla pubblica ammirazione era una donna che lavorava assieme al padre, avendo poi una derivazione di scuola dal Carracci.
Nel 2004, nell'annuale manifestazione di Taormina, viene consegnato a Masotti e alla figlia Anna, un riconoscimento di grande prestigio, La Kore, l'Oscar della Moda. https://web.archive.org/web/20131112165708/http://www.webmoda.net/archivio/924-la-kore-oscar-della-moda-2004-.html
Oggi è Presidente dalla Nute Partecipazioni Spa; quest'ultima società si occupa della riconversione e della valorizzazione di alcune strutture industriali di pregio. Inoltre Nute Partecipazioni è un'importante struttura di affittanze immobiliari.
Tra le opere, sono stati realizzati nel 2010 un importante impianto fotovoltaico di 1 Mehawatt nel Comune di Ozzano Emilia, e nel 2012 un ulteriore impianto a Roseto degli Abruzzi.
Attualmente Bentivoglio Energy srl, di cui Alberto Masotti è Presidente, ha realizzato un ulteriore impianto di 3,7 MegaWatt nel comune di Bentivoglio in provincia di Bologna.
All'inizio del 2011, Alberto Masotti ha creato la società M-Impression che si occupa, come sponsor, della realizzazione di un magazine in lingua inglese, edito a New York, dedicato al turismo vip e culturale di Bologna e di altre provincie dell'Emilia-Romagna: Bologna for Connoisseurs. Nello stesso anno, sempre come sponsor, ha prodotto un numero speciale dedicato all'Università di Bologna, vista come prima capitale della cultura mondiale, con origine nel 1088.
Nel dicembre 2013 Alberto Masotti è stato confermato nella carica di Tesoriere del Gruppo Emiliano Romagnolo dei Cavalieri del Lavoro.
L'11 maggio 2015 Alberto Masotti realizza la Fondazione no profit Fashion Research Italy che si occuperà di passato, presente e futuro delle aziende manifatturiere della Moda.
Passato come studio delle radici, con digitalizzazione delle fotografie più rappresentative delle aziende stesse, presente come supporto alle aziende, attraverso servizi formativi di alta qualità, e futuro come formazione.
Il tutto darà vita alla realizzazione di un polo didattico di ricerca e tecnologie di comunicazione d'avanguardia, le cui continue e stupefacenti sperimentazioni troveranno mostra in prestigiosi spazi espositivi, dando luogo a spettacolarizzazioni immersive e coinvolgimenti del patrimonio culturale e creativo sia delle aziende che della Fondazione.
La Fondazione si avvale di uno spazio di 7000 m², completamente ristrutturato dallo Studio dell'Architetto Cervellati e Associati.
Tra le iniziative di formazione è di grande rilievo la Convenzione sottoscritta con l'Alma Mater di Bologna, per la realizzazione di un Master finalizzato a creare manager di grande competenza nella Moda, nel Marketing e nel Multi-media Design.
Nel 2021 riceve il “distintivo in oro” del 25º anniversario della sua nomina a Cavaliere del Lavoro.